# D-subminatyr

DA, DB, DC, DD, och DE kontaktstorlekar

D-subminiatyr eller D-sub är en vanlig typ av elektrisk kontakt som används särskilt ofta i datorsammanhang. När de först introducerades var den korrekta beteckningen "subminiatyrkontakter". Numera är de bland de största kontakterna som används till datorer.

## Vanligt förekommande kontakter
- RS-232 - DB25
- RS-232 på x86 PC - DE9
- VGA - DE15 (även felaktigt kallat HD15)
- Atari joystick (C64 etc) - DE9
- MIDI på x86 PC - DA15

Vanligtvis lägger man till ett F för honkontakt, eller M för hankontakt, så att kontakten för VGA på de flesta x86 PC betecknas med DE15F och seriekontakten med DE9M.